# Questi fantasmi (film, 1954)
Pour les articles homonymes, voir Questi fantasmi.
Pour plus de détails, voir Fiche technique et Distribution.
Questi fantasmi est une comédie italienne écrite et réalisée par Eduardo De Filippo d'après sa pièce et sortie en 1954.

## Synopsis
Pasquale et Maria sont deux Napolitains qui partent vivre dans un ancien palais où l'on croit que vivent des fantômes.

## Fiche technique
- Titre original : Questi fantasmi[1]
- Réalisateur : Eduardo De Filippo
- Scénario : Eduardo De Filippo, Giuseppe Marotta (it), Mario Soldati
- Photographie : Romolo Garroni (it), Luigi Kuveiller
- Montage : Gisa Radicchi Levi
- Musique : Luis Bacalov, Giovanni Militello
- Décors : Piero Filippone
- Costumes : Roberto Capucci
- Producteurs : Eduardo De Filippo
- Sociétés de production : San Ferdinando Film
- Pays de production :  Italie
- Langue de tournage : italien
- Format : Noir et blanc - 1,37:1 - 35 mm
- Durée : 94 minutes (1h34)
- Genre : comédie
- Dates de sortie :
  - Italie : 1954 (visa délivré le 28 octobre 1954[1])

## Distribution
- Renato Rascel : Pasquale Lojacono
- Erno Crisa : Alfredo
- Ugo D'Alessio : le porteur
- Maria Frau Maria
- Franca Valeri : Armida, la femme d'Alfredo
- Rina Franchetti
- Romualdo Buzzanca
- Nuccia Fumo
- Nino Veglia :